# Hockeyallsvenskan 2012/2013
Hockeyallsvenskan 2012/2013 spelades som Sveriges näst högsta division i ishockey under säsongen 2012/2013. Serien började den 12 september 2012 och avslutades i mars 2013.

## Förlopp
- Den 27 juni 2012 beslutades att Borås HC mister sin elitlicens och tvingas flytta ned till Division 1.[1]
- Den 11 juli beslutades att Asplöven HC fick ta över Borås HC:s plats i Hockeyallsvenskan.[2]
- Den 4 september 2012 sade Hockeyallsvenskan nej till att skriva korttidskontrakt med NHL-spelare, inför en eventuell NHL-lockout.[3]
- Den 11 september 2012 ändrade sig Hockeyallsvenskan i det tidigare beslutet om korttidskontrakt, till skillnad mot Elitserien som inte tillät några korttidskontrakt.[4]
- Den 12 september spelades den första omgången av säsongen 2012/2013, vilken sågs av 27 297 åskådare, och totalt gjordes det 31 mål.[5]
- Den 18 september blev Patrik Berglund som första NHL-spelaren i Hockeyallsvenskan, klar för VIK Västerås HK, och debuterade sedan den 19 september i omgång 3, i matchen mot Södertälje SK.[6]
- Den 15 oktober sparkades Tomas Kempe som tränare från Karlskrona HK. Janne Karlsson övertog ansvaret som huvudtränare. Tomas Kempe blev den första tränaren i Hockeyallsvenskan som avskildes från sitt uppdrag som tränare under säsongen 2012/2013.[7][8]
- Den 16 november avgick Charles Berglund som huvudtränare för Djurgårdens IF, men kvarstod som sportchef. Tony Zabel övertog rollen som huvudtränare, assisterad av Mats Bäcklin.[9]
- Den 26 december entledigades Jens Gustavsson som assisterande tränare för Örebro HK, men kvarstod i klubben. Lars ”Mozart” Andersson övertog rollen som assisterande tränare.[10]
- Den 5 januari 2013 spelades daladerbyt mellan Mora och Leksand i Globen i Stockholm, inför 13 850 personer, matchen vann Leksand med 5-0.[11]
- Den 6 januari löstes NHL-konflikten, med det lämnade samtliga NHL-spelare Hockeyallsvenskan.
- Den 11 februari införde Hockeyallsvenskan samma rutin som Elitserien gällande bortdömda mål, där speakern meddelar publiken varför domaren dömer bort ett mål.[12]
- Den 13 februari i omgång 46 blev Leksands IF som första lag klara för Kvalserien till Elitserien 2013/2014.
- Den 14 februari i omgången 46 blev Karlskrona HK i klara för Kvalserien till Hockeyallsvenskan.
- Den 18 februari meddelade Almtuna att Johan Silfwerplatz entledigades som huvudtränare. Istället tog Per Hånberg över som huvudtränare, tillsammans med Marcus Ragnarsson som assisterande tränare.[13]
- Den 25 februari meddelade Örebros tränare Peter Andersson att han inte kommer träna Örebro säsongen 2013/2014.[14]
- Den 26 februari i omgång 50 blev Södertälje SK som andra lag klara för Kvalserien till Elitserien 2013/2014.
- Den 28 februari i omgång 51 mellan BIK Karlskoga och Leksands IF utdelades totalt 197 utvisningsminuter. Där Leksand stod för 125 minuter, med matchstraff på Alen Bibic och Johan Ryno. Matchen vann BIK Karlskoga med 5–3.[15]
- Den 2 mars i omgång 52 avgjordes Hockeyallsvenskan. VIK Västerås HK placerade sig på tredje plats, och därigenom klar för Kvalserien till Elitserien 2013/2014. [16] BIK Karlskoga, Djurgårdens IF, Örebro HK och IK Oskarshamn får via förkval försöka kvalificera sig till kvalserien. Tingsryds AIF och Karlskrona HK får kvalificera sig till Hockeyallsvenskan 2013/2014 via kvalspel.[17]
- Den 5 mars 2013 justerades vinnaren av poängligan, till att istället för Jared Aulin som vinnare, utsågs Evan McGrath som vinnare. Detta efter att McGrath tilldelats i efterhand en assist i macheten mellan Tingsryds AIF och IK Oskarshamn (0–1) i omgång 52.[18]

## Deltagande lag
| Lag              | Län         | Ort        | Arena               | Placering | 1:a säsongen | Sedan     |
| ---------------- | ----------- | ---------- | ------------------- | --------- | ------------ | --------- |
| Almtuna IS       | Uppsala     | Uppsala    | Gränbyhallen        | 11        | 2001/2002    | 2003/2004 |
| Asplöven HC      | Norrbotten  | Haparanda  | Arena Polarica      | 2AN       | 2012/2013    | 2012/2013 |
| BIK Karlskoga    | Örebro      | Karlskoga  | Nobelhallen         | 3         | 1999/2000    | 1999/2000 |
| Djurgårdens IF   | Stockholm   | Stockholm  | Hovet               | 11ES      | 2012/2013    | 2012/2013 |
| IF Troja-Ljungby | Kronoberg   | Ljungby    | Sunnerbohov         | 10        | 1999/2000    | 2008/2009 |
| IK Oskarshamn    | Kalmar      | Oskarshamn | Arena Oskarshamn    | 6         | 1999/2000    | 1999/2000 |
| Karlskrona HK    | Blekinge    | Karlskrona | Telenor Arena       | 2AS       | 2012/2013    | 2012/2013 |
| Leksands IF      | Dalarna     | Leksand    | Tegera Arena        | 2         | 2001/2002    | 2006/2007 |
| Malmö Redhawks   | Skåne       | Malmö      | Malmö Arena         | 7         | 2005/2006    | 2007/2008 |
| Mora IK          | Dalarna     | Mora       | FM Mattsson Arena   | 8         | 1999/2000    | 2008/2009 |
| Södertälje SK    | Stockholm   | Södertälje | AXA Sports Center   | 9         | 1999/2000    | 2011/2012 |
| Tingsryds AIF    | Kronoberg   | Tingsryd   | Nelson Garden Arena | 12        | 1999/2000    | 2010/2011 |
| VIK Västerås HK  | Västmanland | Västerås   | ABB Arena           | 4         | 2002/2003    | 2002/2003 |
| Örebro HK        | Örebro      | Örebro     | Behrn Arena         | 1         | 2001/2002    | 2009/2010 |

## Tabeller

### Poängtabell
| Nr | Lag              | S  | V  | ÖV | ÖF | F  | GM  | IM  | MS  | P   |
| -- | ---------------- | -- | -- | -- | -- | -- | --- | --- | --- | --- |
| 1  | Leksands IF      | 52 | 31 | 5  | 6  | 10 | 177 | 122 | +55 | 109 |
| 2  | Södertälje SK    | 52 | 29 | 7  | 2  | 14 | 157 | 114 | +43 | 103 |
| 3  | VIK Västerås     | 52 | 28 | 5  | 4  | 15 | 146 | 110 | +36 | 98  |
| 4  | BIK Karlskoga    | 52 | 30 | 3  | 0  | 19 | 161 | 127 | +34 | 96  |
| 5  | Djurgårdens IF   | 52 | 26 | 3  | 8  | 15 | 152 | 124 | +28 | 92  |
| 6  | Örebro HK        | 52 | 26 | 4  | 3  | 19 | 154 | 123 | +31 | 89  |
| 7  | IK Oskarshamn    | 52 | 22 | 4  | 3  | 23 | 157 | 152 | +5  | 77  |
| 8  | Mora IK          | 52 | 20 | 7  | 2  | 23 | 139 | 147 | −8  | 76  |
| 9  | Malmö Redhawks   | 52 | 20 | 3  | 5  | 24 | 151 | 150 | +1  | 71  |
| 10 | IF Troja/Ljungby | 52 | 20 | 3  | 3  | 26 | 124 | 162 | −38 | 69  |
| 11 | Asplöven HC      | 52 | 17 | 4  | 4  | 27 | 138 | 186 | −48 | 63  |
| 12 | Almtuna IS       | 52 | 15 | 2  | 7  | 28 | 118 | 143 | −25 | 56  |
| 13 | Tingsryds AIF    | 52 | 14 | 4  | 6  | 28 | 108 | 143 | −35 | 56  |
| 14 | Karlskrona HK    | 52 | 11 | 1  | 2  | 38 | 107 | 186 | −79 | 37  |

### Resultattabell
| Hemma \ Borta    | ALM     | ASP      | BIK     | DIF     | TRO     | IKO     | KAR     | LEK     | MAL     | MOR     | SÖD     | TIN     | VIK     | ÖRE     |
| Almtuna IS       | —       | 3–4 2–4  | 4–2 3–4 | 3–2 3–4 | 1–2 4–2 | 1–5 1–2 | 4–1 3–1 | 2–3 5–1 | 2–3 4–3 | 1–3 5–1 | 1–3 2–3 | 2–3 0–1 | 1–2 4–5 | 5–3 3–4 |
| Asplöven HC      | 2–3 0–3 | —        | 1–5 3–1 | 3–4 3–2 | 1–0 3–1 | 5–2 4–3 | 5–6 6–5 | 4–2 5–1 | 4–2 2–6 | 5–4 3–1 | 3–2 0–3 | 5–4 5–2 | 2–5 2–3 | 2–3 4–5 |
| BIK Karlskoga    | 2–3 3–2 | 4–0 3–0  | —       | 5–3 0–4 | 3–2 1–3 | 6–1 2–0 | 4–5 4–2 | 3–2 4–2 | 3–4 5–3 | 4–2 5–2 | 3–0 5–3 | 3–1 3–2 | 1–0 3–1 | 2–1 3–5 |
| Djurgårdens IF   | 3–2 3–0 | 4–0 5–1  | 2–4 6–1 | —       | 6–5 4–5 | 2–3 5–1 | 2–3 4–0 | 4–1 5–2 | 6–2 1–3 | 2–3 5–2 | 2–1     | 3–0 3–5 | 2–3     | 3–2 4–3 |
| IF Troja-Ljungby | 3–1 4–1 | 10–2 8–2 | 3–5 1–3 | 1–2 4–3 | —       | 7–3 1–2 | 3–1 5–3 | 3–1 1–2 | 0–6 1–2 | 4–3 3–4 | 5–0 1–2 | 7–2 5–2 | 1–4 3–1 | 2–5 1–5 |
| IK Oskarshamn    | 4–1 2–3 | 5–4 7–2  | 4–2 0–9 | 2–1     | 1–2 5–4 | —       | 4–1 3–2 | 2–1 4–2 | 3–5 2–6 | 1–2 1–4 | 1–2 2–4 | 2–5 5–4 | 2–3 1–0 | 2–7 2–4 |
| Karlskrona HK    | 1–2 4–2 | 5–2 3–4  | 2–3 4–0 | 0–1 3–4 | 6–3 4–3 | 0–2 3–1 | —       | 3–1 5–2 | 4–6 3–4 | 4–1 7–4 | 3–1 3–2 | 2–1 1–0 | 7–3 0–2 | 3–5 1–0 |
| Leksands IF      | 4–2 2–0 | 2–3 3–2  | 2–6 4–6 | 5–2 4–1 | 3–1 3–5 | 1–2 6–3 | 1–3 6–4 | —       | 2–6 5–6 | 2–1 0–2 | 4–6 1–2 | 2–4 3–0 | 0–1 2–4 | 2–3 1–4 |
| Malmö Redhawks   | 3–1 3–2 | 6–1 4–3  | 3–2 5–4 | 4–3 1–2 | 2–4 5–2 | 2–3 3–1 | 4–1 3–4 | 5–1 4–0 | —       | 2–3 3–0 | 1–2 5–3 | 5–3 2–1 | 4–1 1–2 | 3–2 1–4 |
| Mora IK          | 2–1 4–1 | 4–2 2–6  | 0–2 6–3 | 5–4 3–4 | 3–0 3–2 | 4–2 2–3 | 4–1 1–6 | 4–1 5–2 | 3–2 0–5 | —       | 5–3 2–3 | 5–1 3–2 | 0–2 0–4 | 3–5 4–3 |
| Södertälje SK    | 4–1 4–3 | 6–0 3–1  | 3–1 3–2 | 4–2 4–3 | 5–1 3–1 | 4–3 4–1 | 2–4 3–4 | 6–2 5–2 | 2–3 1–0 | 3–1 5–2 | —       | 4–3 4–2 | 4–1 4–3 | 3–2 4–1 |
| Tingsryds AIF    | 1–3 1–2 | 2–1 4–3  | 2–3 1–4 | 0–2     | 3–2 6–4 | 1–0 3–4 | 4–6 3–2 | 4–2 3–0 | 2–1 1–3 | 1–2 2–3 | 2–3 2–1 | —       | 0–1 2–1 | 2–3 4–1 |
| VIK Västerås HK  | 4–1 3–2 | 5–3 3–0  | 5–1 2–0 | 3–0 1–2 | 1–4 4–1 | 4–3 3–1 | 6–2 4–3 | 8–2 3–0 | 4–1 5–6 | 2–6 2–3 | 2–4 4–3 | 5–1 0–1 | —       | 4–2 1–2 |
| Örebro HK        | 6–5 0–2 | 2–4 3–2  | 5–3 0–1 | 1–2 4–2 | 0–1 3–4 | 3–4 4–0 | 2–4 3–2 | 5–0 5–2 | 0–2 2–3 | 4–3 1–0 | 4–2 0–1 | 2–0 3–2 | 4–1 4–2 | —       |

Tabelldata är hämtade från Svenska Ishockeyförbundet.

## Statistik

### Poängligan
Not: SM = Spelade matcher, M = Mål, A = Assists, Pts = Poäng
|    | Nr | Spelare            | Lag             | SM | M  | A  | Pts |
| -- | -- | ------------------ | --------------- | -- | -- | -- | --- |
| 1  | 93 | Evan McGrath       | IK Oskarshamn   | 52 | 23 | 27 | 50  |
| 2  | 18 | Jared Aulin        | Örebro HK       | 48 | 16 | 34 | 50  |
| 3  | 61 | Matthew Fornataro  | VIK Västerås HK | 48 | 16 | 32 | 48  |
| 4  | 10 | Damien Fleury      | Södertälje SK   | 52 | 29 | 18 | 47  |
| 5  | 12 | Michael Raffl      | Leksands IF     | 49 | 24 | 22 | 46  |
| 6  | 14 | Mark Hurtubise     | Leksands IF     | 52 | 18 | 27 | 45  |
| 7  | 10 | Marcus Nilsson     | BIK Karlskoga   | 51 | 12 | 33 | 45  |
| 8  | 61 | Johan Ryno         | Leksands IF     | 52 | 20 | 24 | 44  |
| 9  | 11 | Vjatjeslav Trukhno | Asplöven HC     | 50 | 21 | 22 | 43  |
| 10 | 20 | Marcus Weinstock   | Örebro HK       | 52 | 21 | 22 | 43  |

- Uppdaterad med slutlig statistik från Svenska Ishockeyförbundet[20]

### Målvaktsligan
Not: SM = Spelade matcher från start, S% = Räddningsprocent, GAA = I snitt insläppta mål per match
|    | Nr | Spelare                | Lag                       | SM | S%    | GAA  |
| -- | -- | ---------------------- | ------------------------- | -- | ----- | ---- |
| 1  | 1  | Lars Johansson         | VIK Västerås HK           | 49 | 93,68 | 1,88 |
| 2  | 48 | Anton Forsberg         | Södertälje SK             | 33 | 93,33 | 2,04 |
| 3  | 37 | Chet Pickard           | Djurgårdens IF            | 45 | 91,81 | 2,15 |
| 4  | 40 | Pontus Sjögren         | Malmö Redhawks            | 43 | 91,43 | 2,70 |
| 5  | 34 | Erik Hanses            | Leksands IF               | 47 | 91,43 | 2,18 |
| 6  | 1  | Joel Gistedt           | BIK Karlskoga             | 47 | 91,13 | 2,27 |
| 7  | 70 | Stefan Ridderwall      | Örebro HK / IK Oskarshamn | 24 | 90,63 | 2,64 |
| 8  | 44 | Timo Leinonen          | Karlskrona HK             | 35 | 90,62 | 3,09 |
| 9  | 47 | Michal Zajkowski       | Tingsryds AIF             | 37 | 90,56 | 2,77 |
| 10 | 37 | Christoffer Bengtsberg | IF Troja-Ljungby          | 37 | 90,49 | 2,88 |

- Uppdaterad med slutlig statistik från Svenska Ishockeyförbundet[21]

## Playoff-serien
Nytt för 2013 var namnet Playoff-serien, istället för det tidigare namnet Förkvalserien. BIK Karlskoga, Djurgårdens IF, Örebro HK och IK Oskarshamn hade kvalificerat sig till serien genom att placera sig som lag 4 till 7 i grundserien. Lagen möttes i sex omgångar där varje lag mötte de andra två gånger i en hemmamatch och en bortamatch. Till Playoff-serien startade Karlskoga med fyra placeringspoäng, Djurgården fick med sig tre placeringspoäng, Örebro fick med sig två placeringspoäng och Oskarshamn fick med sig en placeringspoäng, på grundval av sina placeringar i grundserien. Örebro HK vann Playoff-serien och tog den sjätte och sista platsen i Kvalserien till Elitserien i ishockey 2013. 

### Poängtabell
Lag 1 till .
Lag 2-7 till Hockeyallsvenskan 2013/2014.

| Nr | Lag            | S | V | ÖV | ÖF | F | GM | IM | MS | P  |
| -- | -------------- | - | - | -- | -- | - | -- | -- | -- | -- |
| 1  | Örebro HK      | 6 | 4 | 0  | 1  | 1 | 23 | 16 | +7 | 15 |
| 2  | BIK Karlskoga  | 6 | 3 | 0  | 0  | 3 | 19 | 22 | −3 | 13 |
| 3  | Djurgårdens IF | 6 | 2 | 1  | 0  | 3 | 22 | 20 | +2 | 11 |
| 4  | IK Oskarshamn  | 6 | 2 | 0  | 0  | 4 | 20 | 26 | −6 | 7  |

Resultaten är hämtade från Svenska Ishockeyförbundets officiella statistik

### Matcher
|       | 5 mars 2013 | IK Oskarshamn             | 7–4                       | BIK Karlskoga             | Arena Oskarshamn, Oskarshamn |               |
| 19:00 | 19:00       | ((2–2, 4–1, 1–1)) Rapport | ((2–2, 4–1, 1–1)) Rapport | ((2–2, 4–1, 1–1)) Rapport | Publik: 2 181                | Publik: 2 181 |
| 19:00 | 19:00       |                           |                           |                           | Publik: 2 181                | Publik: 2 181 |
| 19:00 | 19:00       |                           |                           |                           | Publik: 2 181                | Publik: 2 181 |
| 19:00 | 19:00       |                           |                           |                           | Publik: 2 181                | Publik: 2 181 |
| 19:00 | 19:00       |                           |                           |                           | Publik: 2 181                | Publik: 2 181 |
| 19:00 | 19:00       |                           |                           |                           | Publik: 2 181                | Publik: 2 181 |

|       | 5 mars 2013 | Örebro HK                           | 3–4 (Str.)                          | Djurgårdens IF                      | Behrn Arena, Örebro |               |
| 19:00 | 19:00       | ((2–0, 0–2, 1–1, 0–0, 0–1)) Rapport | ((2–0, 0–2, 1–1, 0–0, 0–1)) Rapport | ((2–0, 0–2, 1–1, 0–0, 0–1)) Rapport | Publik: 3 743       | Publik: 3 743 |
| 19:00 | 19:00       |                                     |                                     |                                     | Publik: 3 743       | Publik: 3 743 |
| 19:00 | 19:00       |                                     |                                     |                                     | Publik: 3 743       | Publik: 3 743 |
| 19:00 | 19:00       |                                     |                                     |                                     | Publik: 3 743       | Publik: 3 743 |
| 19:00 | 19:00       |                                     |                                     |                                     | Publik: 3 743       | Publik: 3 743 |
| 19:00 | 19:00       |                                     |                                     |                                     | Publik: 3 743       | Publik: 3 743 |

|       | 6 mars 2013 | BIK Karlskoga             | 1–4                       | Örebro HK                 | Nobelhallen, Karlskoga |               |
| 19:00 | 19:00       | ((1–1, 0–1, 0–2)) Rapport | ((1–1, 0–1, 0–2)) Rapport | ((1–1, 0–1, 0–2)) Rapport | Publik: 2 565          | Publik: 2 565 |
| 19:00 | 19:00       |                           |                           |                           | Publik: 2 565          | Publik: 2 565 |
| 19:00 | 19:00       |                           |                           |                           | Publik: 2 565          | Publik: 2 565 |
| 19:00 | 19:00       |                           |                           |                           | Publik: 2 565          | Publik: 2 565 |
| 19:00 | 19:00       |                           |                           |                           | Publik: 2 565          | Publik: 2 565 |
| 19:00 | 19:00       |                           |                           |                           | Publik: 2 565          | Publik: 2 565 |

|       | 6 mars 2013 | Djurgårdens IF            | 6–3                       | IK Oskarshamn             | Hovet, Stockholm |               |
| 19:00 | 19:00       | ((2–1, 4–2, 0–0)) Rapport | ((2–1, 4–2, 0–0)) Rapport | ((2–1, 4–2, 0–0)) Rapport | Publik: 5 009    | Publik: 5 009 |
| 19:00 | 19:00       |                           |                           |                           | Publik: 5 009    | Publik: 5 009 |
| 19:00 | 19:00       |                           |                           |                           | Publik: 5 009    | Publik: 5 009 |
| 19:00 | 19:00       |                           |                           |                           | Publik: 5 009    | Publik: 5 009 |
| 19:00 | 19:00       |                           |                           |                           | Publik: 5 009    | Publik: 5 009 |
| 19:00 | 19:00       |                           |                           |                           | Publik: 5 009    | Publik: 5 009 |

|       | 8 mars 2013 | Djurgårdens IF            | 3–4                       | BIK Karlskoga             | Hovet, Stockholm |               |
| 19:00 | 19:00       | ((1–2, 2–2, 0–0)) Rapport | ((1–2, 2–2, 0–0)) Rapport | ((1–2, 2–2, 0–0)) Rapport | Publik: 6 136    | Publik: 6 136 |
| 19:00 | 19:00       |                           |                           |                           | Publik: 6 136    | Publik: 6 136 |
| 19:00 | 19:00       |                           |                           |                           | Publik: 6 136    | Publik: 6 136 |
| 19:00 | 19:00       |                           |                           |                           | Publik: 6 136    | Publik: 6 136 |
| 19:00 | 19:00       |                           |                           |                           | Publik: 6 136    | Publik: 6 136 |
| 19:00 | 19:00       |                           |                           |                           | Publik: 6 136    | Publik: 6 136 |

|       | 8 mars 2013 | Örebro HK                 | 5–3                       | IK Oskarshamn             | Behrn Arena, Örebro |               |
| 19:00 | 19:00       | ((3–1, 1–0, 1–2)) Rapport | ((3–1, 1–0, 1–2)) Rapport | ((3–1, 1–0, 1–2)) Rapport | Publik: 3 430       | Publik: 3 430 |
| 19:00 | 19:00       |                           |                           |                           | Publik: 3 430       | Publik: 3 430 |
| 19:00 | 19:00       |                           |                           |                           | Publik: 3 430       | Publik: 3 430 |
| 19:00 | 19:00       |                           |                           |                           | Publik: 3 430       | Publik: 3 430 |
| 19:00 | 19:00       |                           |                           |                           | Publik: 3 430       | Publik: 3 430 |
| 19:00 | 19:00       |                           |                           |                           | Publik: 3 430       | Publik: 3 430 |

|       | 9 mars 2013 | BIK Karlskoga             | 3–2                       | Djurgårdens IF            | Nobelhallen, Karlskoga |               |
| 16:00 | 16:00       | ((1–0, 1–1, 1–1)) Rapport | ((1–0, 1–1, 1–1)) Rapport | ((1–0, 1–1, 1–1)) Rapport | Publik: 2 678          | Publik: 2 678 |
| 16:00 | 16:00       |                           |                           |                           | Publik: 2 678          | Publik: 2 678 |
| 16:00 | 16:00       |                           |                           |                           | Publik: 2 678          | Publik: 2 678 |
| 16:00 | 16:00       |                           |                           |                           | Publik: 2 678          | Publik: 2 678 |
| 16:00 | 16:00       |                           |                           |                           | Publik: 2 678          | Publik: 2 678 |
| 16:00 | 16:00       |                           |                           |                           | Publik: 2 678          | Publik: 2 678 |

|       | 9 mars 2013 | IK Oskarshamn             | 1–4                       | Örebro HK                 | Arena Oskarshamn, Oskarshamn |               |
| 16:00 | 16:00       | ((0–1, 1–3, 0–0)) Rapport | ((0–1, 1–3, 0–0)) Rapport | ((0–1, 1–3, 0–0)) Rapport | Publik: 2 119                | Publik: 2 119 |
| 16:00 | 16:00       |                           |                           |                           | Publik: 2 119                | Publik: 2 119 |
| 16:00 | 16:00       |                           |                           |                           | Publik: 2 119                | Publik: 2 119 |
| 16:00 | 16:00       |                           |                           |                           | Publik: 2 119                | Publik: 2 119 |
| 16:00 | 16:00       |                           |                           |                           | Publik: 2 119                | Publik: 2 119 |
| 16:00 | 16:00       |                           |                           |                           | Publik: 2 119                | Publik: 2 119 |

|       | 11 mars 2013 | Örebro HK                 | 2–4                       | BIK Karlskoga             | Behrn Arena, Örebro |               |
| 19:00 | 19:00        | ((1–1, 1–3, 0–0)) Rapport | ((1–1, 1–3, 0–0)) Rapport | ((1–1, 1–3, 0–0)) Rapport | Publik: 5 045       | Publik: 5 045 |
| 19:00 | 19:00        |                           |                           |                           | Publik: 5 045       | Publik: 5 045 |
| 19:00 | 19:00        |                           |                           |                           | Publik: 5 045       | Publik: 5 045 |
| 19:00 | 19:00        |                           |                           |                           | Publik: 5 045       | Publik: 5 045 |
| 19:00 | 19:00        |                           |                           |                           | Publik: 5 045       | Publik: 5 045 |
| 19:00 | 19:00        |                           |                           |                           | Publik: 5 045       | Publik: 5 045 |

|       | 11 mars 2013 | IK Oskarshamn             | 2–4                       | Djurgårdens IF            | Arena Oskarshamn, Oskarshamn |               |
| 19:00 | 19:00        | ((1–1, 0–2, 1–1)) Rapport | ((1–1, 0–2, 1–1)) Rapport | ((1–1, 0–2, 1–1)) Rapport | Publik: 2 242                | Publik: 2 242 |
| 19:00 | 19:00        |                           |                           |                           | Publik: 2 242                | Publik: 2 242 |
| 19:00 | 19:00        |                           |                           |                           | Publik: 2 242                | Publik: 2 242 |
| 19:00 | 19:00        |                           |                           |                           | Publik: 2 242                | Publik: 2 242 |
| 19:00 | 19:00        |                           |                           |                           | Publik: 2 242                | Publik: 2 242 |
| 19:00 | 19:00        |                           |                           |                           | Publik: 2 242                | Publik: 2 242 |

|       | 13 mars 2013 | BIK Karlskoga             | 3–4                       | IK Oskarshamn             | Nobelhallen, Karlskoga |               |
| 19:00 | 19:00        | ((1–0, 1–1, 1–3)) Rapport | ((1–0, 1–1, 1–3)) Rapport | ((1–0, 1–1, 1–3)) Rapport | Publik: 3 312          | Publik: 3 312 |
| 19:00 | 19:00        |                           |                           |                           | Publik: 3 312          | Publik: 3 312 |
| 19:00 | 19:00        |                           |                           |                           | Publik: 3 312          | Publik: 3 312 |
| 19:00 | 19:00        |                           |                           |                           | Publik: 3 312          | Publik: 3 312 |
| 19:00 | 19:00        |                           |                           |                           | Publik: 3 312          | Publik: 3 312 |
| 19:00 | 19:00        |                           |                           |                           | Publik: 3 312          | Publik: 3 312 |

|       | 13 mars 2013 | Djurgårdens IF            | 3–5                       | Örebro HK                 | Hovet, Stockholm |               |
| 19:00 | 19:00        | ((0–2, 0–2, 3–1)) Rapport | ((0–2, 0–2, 3–1)) Rapport | ((0–2, 0–2, 3–1)) Rapport | Publik: 6 104    | Publik: 6 104 |
| 19:00 | 19:00        |                           |                           |                           | Publik: 6 104    | Publik: 6 104 |
| 19:00 | 19:00        |                           |                           |                           | Publik: 6 104    | Publik: 6 104 |
| 19:00 | 19:00        |                           |                           |                           | Publik: 6 104    | Publik: 6 104 |
| 19:00 | 19:00        |                           |                           |                           | Publik: 6 104    | Publik: 6 104 |
| 19:00 | 19:00        |                           |                           |                           | Publik: 6 104    | Publik: 6 104 |

## Kval till Hockeyallsvenskan

### Poängtabell
| Nr | Lag             | S  | V | ÖV | ÖF | F | GM | IM | MS  | P  |
| -- | --------------- | -- | - | -- | -- | - | -- | -- | --- | -- |
| 1  | IF Björklöven ▲ | 10 | 7 | 0  | 0  | 3 | 26 | 19 | +7  | 21 |
| 2  | Karlskrona HK   | 10 | 5 | 1  | 1  | 3 | 31 | 27 | +4  | 18 |
| 3  | Tingsryds AIF ▼ | 10 | 4 | 1  | 3  | 2 | 29 | 26 | +3  | 17 |
| 4  | Vita Hästen     | 10 | 4 | 1  | 1  | 4 | 31 | 28 | +3  | 15 |
| 5  | Huddinge IK     | 10 | 2 | 2  | 0  | 6 | 28 | 32 | −4  | 10 |
| 6  | Piteå HC        | 10 | 2 | 1  | 1  | 6 | 19 | 32 | −13 | 9  |

### Resultattabell
| Hemma \ Borta  | VIT | HUD | IFB | KAR | PIT | TIN |
| HC Vita Hästen | —   | 4–3 | 5–1 | 4–0 | 3–4 | 2–1 |
| Huddinge IK    | 2–5 | —   | 1–2 | 3–2 | 5–1 | 3–2 |
| IF Björklöven  | 3–2 | 4–2 | —   | 4–1 | 3–0 | 5–2 |
| Karlskrona HK  | 7–3 | 2–1 | 4–1 | —   | 3–0 | 6–5 |
| Piteå HC       | 4–2 | 3–5 | 1–3 | 1–5 | —   | 2–3 |
| Tingsryds AIF  | 3–1 | 7–3 | 1–0 | 5–1 | 0–3 | —   |

## NHL-spelare i Hockeyallsvenskan
- Patric Hörnqvist, Djurgården.
- Gabriel Landeskog, Djurgården.
- Douglas Murray, Djurgården.
- Marcus Johansson, Karlskoga
- Anze Kopitar, Mora.
- Bobby Ryan, Mora.
- Jonathan Ericsson, Södertälje
- Carl Hagelin, Södertälje
- Matt Read, Södertälje
- Viktor Fasth, Tingsryd
- Mikael Backlund, Västerås
- Patrik Berglund,  Västerås
- Brendan Mikkelson, Västerås
- Carl Gunnarsson, Örebro
- Chris Butler, Karlskrona

## Arenor
| Anläggningar för Hockeyallsvenskan 2012/2013   | Anläggningar för Hockeyallsvenskan 2012/2013  | Anläggningar för Hockeyallsvenskan 2012/2013   | Anläggningar för Hockeyallsvenskan 2012/2013     | Anläggningar för Hockeyallsvenskan 2012/2013 | Anläggningar för Hockeyallsvenskan 2012/2013 | Anläggningar för Hockeyallsvenskan 2012/2013 |
| Almtuna IS                                     | Asplöven HC                                   | Djurgårdens IF                                 | Leksands IF                                      | BIK Karlskoga                                | Karlskrona HK                                | Malmö Redhawks                               |
| ---------------------------------------------- | --------------------------------------------- | ---------------------------------------------- | ------------------------------------------------ | -------------------------------------------- | -------------------------------------------- | -------------------------------------------- |
| Gränby ishallar Kapacitet: 2 562 Byggd: 1974   | Arena Polarica Kapacitet: 800 Byggd: 1990     | Hovet Kapacitet: 8 094 Byggd: 1955             | Tegera Arena Kapacitet: 7 650 Byggd: 2004        | Nobelhallen Kapacitet: 6 300 Byggd: 1972     | Telenor Arena Kapacitet: 3 464 Byggd: 2005   | Malmö Arena Kapacitet: 13 700 Byggd: 2008    |
|                                                |                                               |                                                |                                                  |                                              |                                              |                                              |
| Mora IK                                        | IK Oskarshamn                                 | Södertälje SK                                  | Tingsryds AIF                                    | IF Troja-Ljungby                             | VIK Västerås HK                              | Örebro HK                                    |
| FM Mattsson Arena Kapacitet: 4 500 Byggd: 1967 | Arena Oskarshamn Kapacitet: 3 424 Byggd: 1974 | AXA Sports Center Kapacitet: 6 130 Byggd: 1970 | Nelson Garden Arena Kapacitet: 3 650 Byggd: 1969 | Sunnerbohov Kapacitet: 3 700 Byggd:          | ABB Arena Nord Kapacitet: 5 800 Byggd: 2007  | Behrn Arena Kapacitet: 5 800 Byggd: 1960     |
|                                                |                                               |                                                |                                                  |                                              |                                              |                                              |